# Poa unilateralis ssp. pachypholis
Poa unilateralis ssp. pachypholis là một phân loài cỏ trong họ hòa thảo, thuộc chi poa.